# Bérriz
Bérriz (em castelhano) ou Berriz (em basco) é um município da Espanha na província da Biscaia, comunidade autónoma do País Basco, com 29,9 km² de área. Em 2021 tinha 4 537 habitantes (densidade: 151,7 hab./km²).

## Demografia
| Variação demográfica do município entre 1991 e 2004 | Variação demográfica do município entre 1991 e 2004 | Variação demográfica do município entre 1991 e 2004 | Variação demográfica do município entre 1991 e 2004 |
| --------------------------------------------------- | --------------------------------------------------- | --------------------------------------------------- | --------------------------------------------------- |
| 1991                                                | 1996                                                | 2001                                                | 2004                                                |
| 4216                                                | 4099                                                | 4312                                                | 4468                                                |